# Roman Païs
 (avril 2021).
Si vous disposez d'ouvrages ou d'articles de référence ou si vous connaissez des sites web de qualité traitant du thème abordé ici, merci de compléter l'article en donnant les références utiles à sa vérifiabilité et en les liant à la section « Notes et références ».
 (janvier 2023).

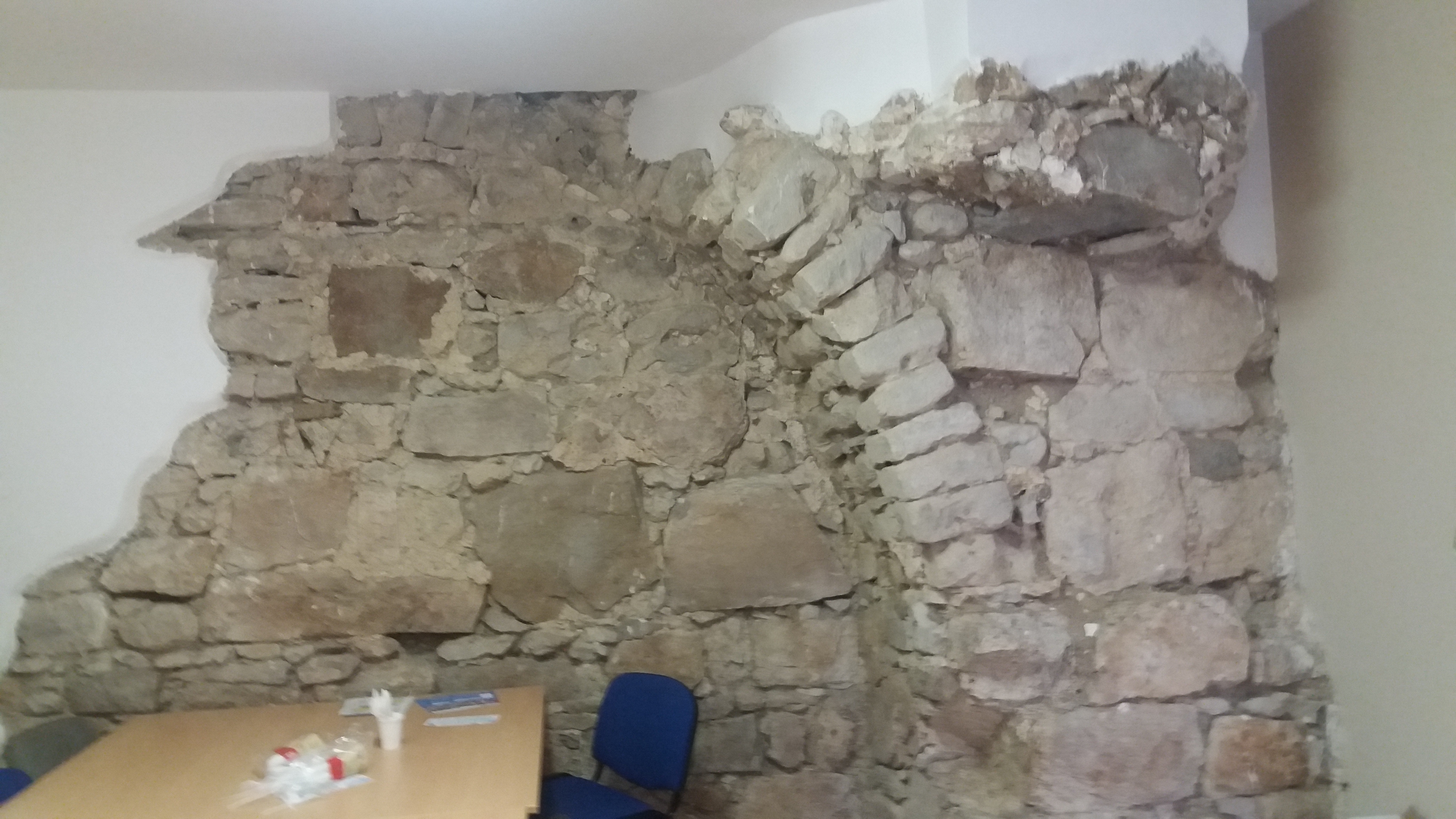
Mur d'enceinte du Roman Pais se trouvant rue du Géant à Nivelles, dans les bâtiments de l'ASBL Cesep

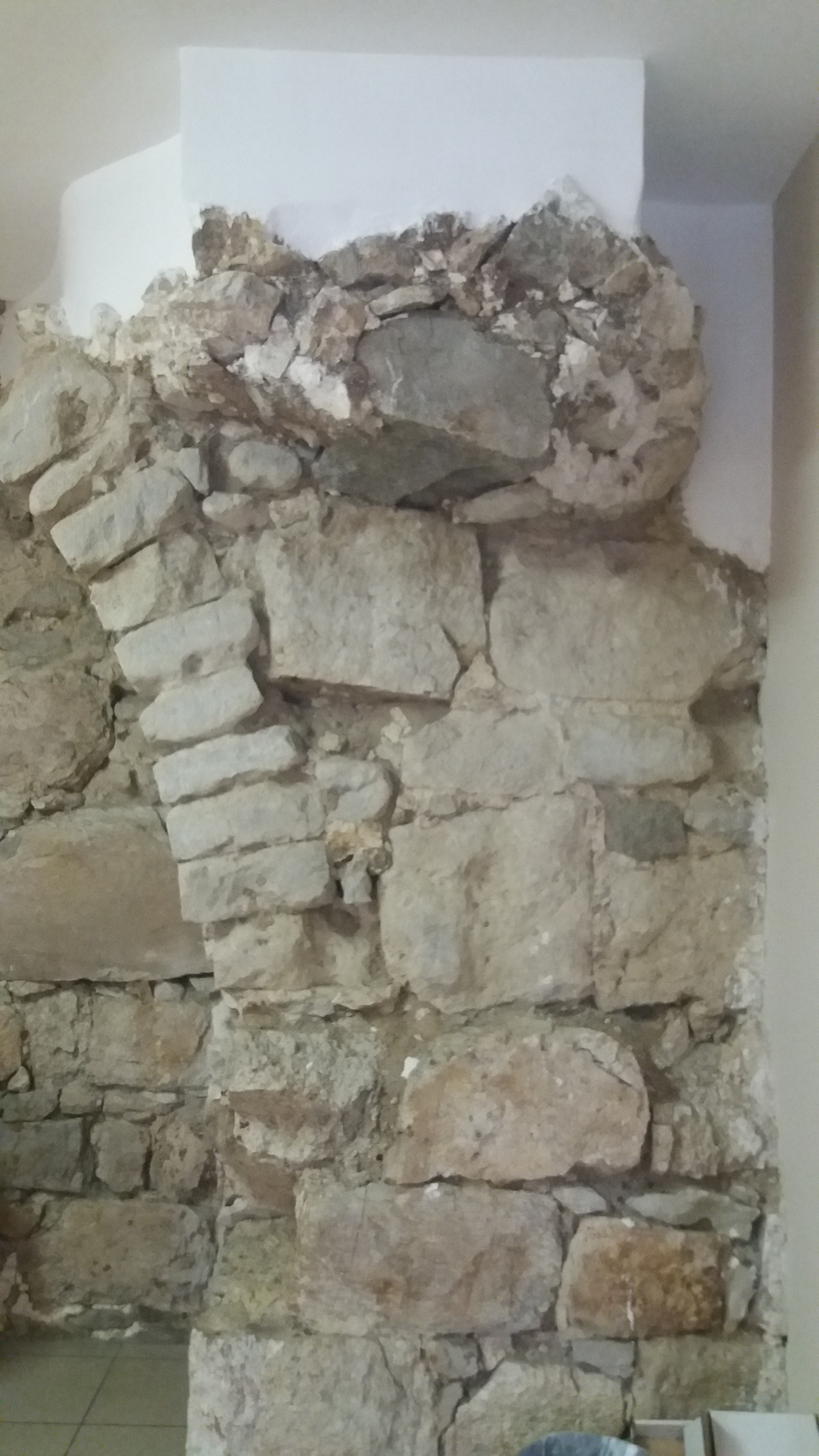
Voute du mur du Roman Pais se trouvant Rue du Géant à Nivelles aux bâtiments de l'ASBL CESEP.

Le Roman Païs est une région de Belgique située en Région wallonne dans la province du Brabant wallon.

## Géographie
Comprenant une population d’environ 75 000 habitants, cette région est située à une vingtaine de kilomètres au sud-ouest de Bruxelles et est constituée d'une ville (Nivelles, capitale du Roman Païs), de quatre communes (Braine-le-Château, Ittre, Rebecq, Tubize) et de dix-sept villages.

## Histoire
L'appellation de Roman Païs est très ancienne et d'usage courant dès le XIIe siècle. Elle n'est pas du tout apparentée à la présence de constructions romanes dans la région, mais doit son nom à la langue romane (dérivée du latin de Rome) qui se pratiquait dans cette région méridionale du Duché de Brabant par opposition à la langue germanique que pratiquait sa population septentrionale.
L'ancien Duché de Brabant s'étendait en effet de Bois-le-Duc à Nivelles. Près de 90 % de son territoire et de sa population étaient d'origine germanique. Seule la petite partie romane du Duché, à l'extrême sud, était appelé Roman Païs de Brabant. Il correspondait plus ou moins aux deux-tiers ouest de l'actuelle province du Brabant wallon.
Le principal officier du duc de Brabant y rendait justice au nom de son maître. Il portait le titre de "Grand Bailli du Roman Païs" et tenait sa cour à Genappe.

## À voir
Le Roman Païs, riche terre de cultures, offre tous ses paysages ponctués de mille prétextes à autant d'évasions vertes.
Les traces de l’histoire ancienne du Roman Païs sont encore visibles dans la région : hameaux et villages, petits châteaux, chapelles et églises, fermes anciennes ne sont que quelques exemples de son héritage varié. Ses ruisseaux, ses vallées, ses espaces boisés et bucoliques incitent le visiteur à la ballade et permettent de se replonger dans une nature diversifiée.
La collégiale Sainte-Gertrude de Nivelles, le Pilori de Braine-le-Château, les Moulins d'Arenberg et la Fontaine Sainte-Renelde de Saintes sont autant de curiosités qui font du Roman Païs une région riche en vestiges historiques.